# جوزيف ويلسون (لاعب كريكت بريطاني)
جوزيف ويلسون (16 يناير 1965 في المملكة المتحدة - ) (بالإنجليزية: Joseph Wilson)‏ هو لاعب كريكت بريطاني. لعب مع Dorset County Cricket Club ‏.